# ستی یکم

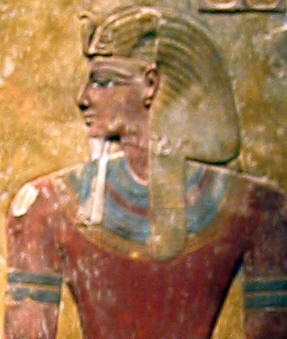
نگاره ستی یکم بر بازمانده یک ستون

سِتی یکم (پادشاهی ۱۲۹۰-۱۲۷۹ پیش از میلاد) فرعون مصر باستان از دودمان نوزدهم مصر بود. او پسر رامسس یکم از همسرش ملکه سیتره و همچنین پدر رامسس دوم بود.
بزرگترین دستاورد سیاسی ستی یکم فتح کردن شهرک سوریه‌ای به نام کادش بود که آن را از امپراتوری هیتی گرفت. مصر از زمان فرعون اخناتون مالکیت کادش را از دست داده بود. هورم هب و توت عنخ آمون در پس گرفتن کادش ناکام ماندند.
ستی یکم و پسرش رامسس دوم کادش را فتح کردند. هرچند که کادش به دلیل اینکه مصر ارتش دائمی برای محافظت از کادش نداشت و منطقهٔ امورو به کشور هیتی‌ها نزدیکتر بود دوباره به دست هیتی‌ها‌ افتاد.

## ریشه نام
نام او معنای از ست می‌داد که نشان از این می‌داد که پدر و مادرش وی را وقف این ایزد کرده بودند. در زبان یونانی این نام را به گونه Sethosis به کار می‌بردند.

## جنگ‌ها
ستی یکم در نخستین دهه پادشاهی‌اش دست به یک رشته جنگ‌ها در غرب آسیا و لیبی و نوبه زد. این جنگ‌ها در خروجی شمالی سرسرای ستوندار کارناک نمایش داده‌ شده است.

## آرامگاه
آرامگاه ستی یکم دست‌نخورده در سال ۱۸۱۷ میلادی به دست جووانی باتیستا بلتزونی در دره پادشاهان یافت شد.